# Поляците
Поляците (болг. Поляците) — село в Болгарии. Находится в Варненской области, входит в общину Дылгопол. Население составляет 821 человек.

## Политическая ситуация
В местном кметстве Поляците, в состав которого входит Поляците, должность кмета (старосты) исполняет Хасан Али Хасан (Движение за права и свободы(ДПС)) по результатам выборов правления кметства.
Кмет (мэр) общины Дылгопол — Светлё Христов Якимов (Движение за права и свободы(ДПС)) по результатам выборов в правление общины.